# 大鄉町
大鄉町（日语：／ Ōsato chō */?）是位於日本宮城縣中部的町，隸屬於黑川郡。吉田川流經中央地區並往東流，當地人口則多集中在道之驛大鄉周圍的中村與粕川地區。大鄉町在對外通勤與就學方面多依賴仙台市與大和町。

## 地理
大鄉町境內約45%的面積被山林覆蓋，27%的土地為農業用地。發源於船形連峰的吉田川流經中央地區，並將轄區一分為二。吉田川以北的地區多為丘陵地帶，味名川、滑川等河則流經吉田川以南的地區。而往東流的吉田川則在東松島市注入太平洋。

### 氣候
由於大鄉町的地理位置鄰近仙台灣，因此氣候較為溫暖。當地的年均溫約11℃至12℃，年降雨量則約1300毫米。3月至4月由本州南岸移往三陸沖的低氣壓使當地有時會降下大雪。大鄉町的降雨多集中在梅雨鋒面停滯的6月至7月，以及颱風侵襲的9月。冬季則受到從船形山吹來的西北季風吹拂。

## 歷史
繩紋時代，大鄉地區在內的吉田川流域周圍多位於品井沼的水平面下。中世紀時，當地陸續由大崎氏與黑川氏統治，至安土桃山時代則改由伊達氏統治。江戶時代，仙台藩對其領地内的土地實施一系列的開墾政策，使原本多為沼澤地的吉田川流域逐漸開拓成大片的農耕地。而昭和初期日本政府對吉田川與鶴田川進行整治，使原本排水功能不良的田地變成廣闊的田地。
昭和29年（1954年）7月1日，大谷村、粕川村與大松澤村合併成大鄉村。昭和34年（1959年）4月1日，大鄉村改制成現今的大鄉町。

## 行政
現任町長田中學於2021年8月在選舉中第4次成功連任，其任期將持續至2025年9月。

## 經濟
根據日本2020年的國勢調查統計，大鄉町的就業人口中有11.7%從事第一級產業，27.9%的就業人口從事第二級產業，其餘的60.4%則從事第三級產業。當地的農業以生產稻米為中心，並且也生產花卉與水果等農產品。而由於大鄉町具有鄰近東北自動車道與仙台市等地理條件，因此近年來也對與汽車、食品等產業相關的企業展開招商活動。

## 教育
大鄉町内共有1所小學校與1所中學校，分別為大大鄉町立大鄉小學校，以及大鄉町立大鄉中學校。根據2023年的統計，境內的小學校學生總人數共計366名，中學校則有198名學生。

## 交通
大鄉町內沒有任何國道通過，距離當地最近的交流道分別是三陸沿岸道路的松島大鄉交流道，以及東北自動車道的大和交流道。鐵路方面，東北新幹線通過境內但沒有設置車站，距離大鄉町最近的車站是東北本線的愛宕站。